# Compagnie de Chemin de fer Roberval-Saguenay
La Compagnie de Chemin de fer Roberval-Saguenay est un chemin de fer d'intérêt local (CFIL) situé dans la région du Saguenay-Lac-Saint-Jean au Québec. L'entreprise fut fondée en 1911. Il appartient depuis 1925 à la compagnie Alcan (aujourd'hui Rio Tinto). D'une longueur de 142 km, il relie les installations portuaires de Port-Alfred aux alumineries d'Arvida, de Grande-Baie, de Laterrière et d'Alma.

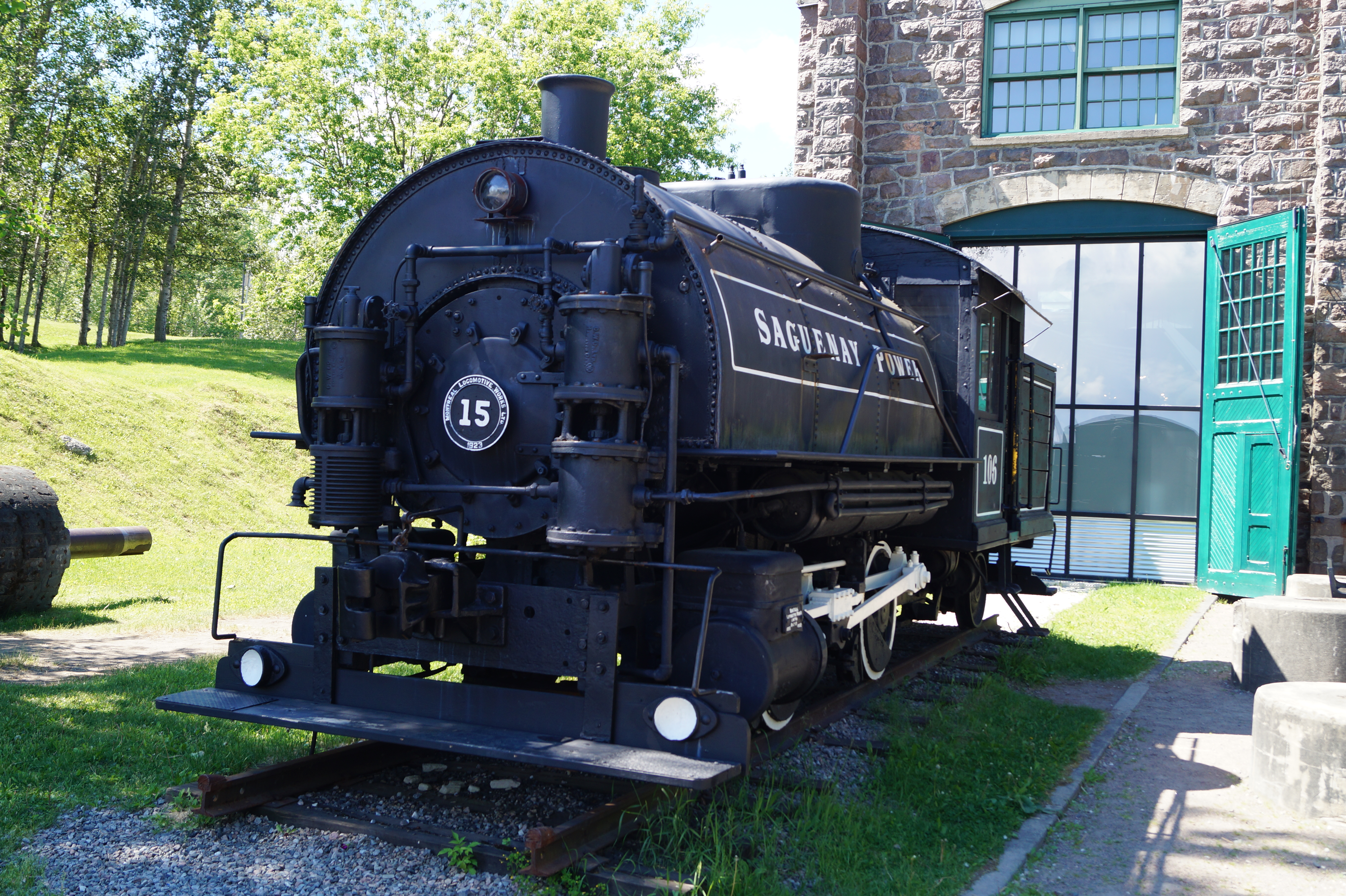
Locomotive à vapeur de la compagnie de Chemin de fer Roberval-Saguenay, exposée à la Pulperie de Chicoutimi, 2018